# Francesca Dellera
Francesca Dellera, właściwie Francesca Cervellera (ur. 2 października 1965 w Rzymie) – włoska aktorka filmowa i telewizyjna, modelka.

## Życiorys

### Kariera
Urodzona w Rzymie, wychowała się w Latinie. Po ukończeniu szkoły średniej rozpoczęła karierę jako modelka. Pojawiała się na okładkach czasopism krajowych i zagranicznych. Pracowała dla takich fotografów jak Helmut Newton, Greg Gorman, Michel Comte, Dominique Issermann i André Rieu. W latach 1985–86 można ją było zobaczyć w powieściach fotograficznych i komiksach Lancio (Uruchom) pod pseudonimem Francesca Lisi. Była na okładkach magazynów takich jak „TV Guide”, „Corriere Della Sera”, „Ekran”, „Max” i „Il Venerdì di Repubblica”.
Debiutowała jako dziewczyna w czerwieni w komedii Wielkie magazyny (Grandi magazzini, 1986) z udziałem Nino Manfrediego, Laury Antonelli, Paolo Villaggio, Ornelli Muti i Michele Placido. Następnie zagrała postać prostytutki Rosalby w melodramacie Tinto Brassa Capriccio (1987). Wystąpiła także w miniserialu Rzymianka (La Romana, 1988) z Giną Lollobrigidą, filmie telewizyjnym Kłamczucha (La bugiarda, 1989) z Marie Laforêt i Danielem Olbrychskim oraz dramacie Marco Ferreriego Ciało (La Carne, 1991) z Sergio Castellitto i Philippe Léotarda. Federico Fellini był tak poruszony jej talentem w filmie Ferreri'ego, że wybrał ją do filmu Pinokio. Film nigdy nie został zrealizowany z powodu nagłej śmierci reżysera.
Później przeniosła się do Paryża, gdzie miała romans z Christopherem Lambertem. W 1994 roku zagrała w melodramacie L'ours en peluche obok Alaina Delona. Wystąpiła również w kilku kampaniach reklamowych, była modelką na wybiegu podczas pokazu kolekcji Jeana-Paula Gaultiera. Po spędzeniu kilku lat we Francji, powróciła do Rzymu, gdzie zagrała tytułową rolę w serialu Nana (1999) na podstawie powieści Émile Zoli. We telewizyjnej francuskiej koprodukcji Hrabina Castiglione (La contessa di Castiglione, 2006) z Jeanne Moreau wystąpiła jako hrabina Virginia Oldoini.

## Wybrana filmografia
- 1986: Wielkie magazyny (Grandi magazzini) jako Dziewczyna w czerwieni
- 1987: Bogacze (Roba da ricchi) jako Księżniczka Topazia
- 1987: Capriccio jako Rosalba Moniconi
- 1988: Rzymianka (La Romana, miniserial TV) jako Adriana
- 1989: Kłamczucha (La bugiarda, TV) jako Isabella
- 1989: Izabella kłamczucha (Isabella la ladra, miniserial TV)
- 1991: Ciało (La Carne) jako Francesca
- 1994: L'ours en peluche jako Chantal / Holly
- 1999: Nanà (TV) jako Nana
- 2006: Hrabina Castiglione (La contessa di Castiglione, TV) jako hrabina Virginia Oldoini